# Robert Dickson (1782–1858)
För andra betydelser, se Robert Dickson.
Robert Dickson d.ä., född 19 juni 1782 i Montrose, Skottland, död 9 december 1858 i Göteborg, var en svensk industriman och mecenat.

## Biografi
Robert Dickson  var son till köpmannen James Dickson och Christina Murray. Robert Dickson kom till Göteborg 1802 och fick anställning hos den amerikanske konsuln Gardiner och senare hos dennes efterträdare grosshandlare David Airth. År 1809 gifte han sig med Wilhelmina Charlotta Bratt (1781–1845), änka efter Airth och dotter till grosshandlaren Benjamin Henrik Bratt och Petronella Maria Lauterbach. Dickson blev 1816 delägare i brodern James Dicksons firma James Dickson & Co.
Robert Dickson skänkte 330 000 riksdaler till uppförande av arbetarbostäder i stadsdelarna Haga och Majorna i Göteborg. Den härpå grundade fonden Robert Dicksons stiftelse kom 1931 att äga ett trettiotal fastigheter. Makarna Dickson är begravda på Stampens kyrkogård i Göteborg.